# Бакош, Марек
Ма́рек Ба́кош (словац. Marek Bakoš; род. 15 апреля 1983[…], Нова-Баня, Банска-Бистрицкий край) — словацкий футболист, футбольный тренер. Выступал на позиции нападающего.

## Карьера
Футбольную карьеру Марек начал в словацком клубе «Нова-Баня» из его родного города. В 1998 Бакош перешёл в футбольную школу «Нитры». Свой единственный матч в чемпионате Словакии за «Нитру» он сыграл в сезоне 1999/00. В сезоне 2004/05 Марек выступал за команду «Матадор». В марте 2006 игрока пригласил «Шинник». В чемпионате России Бакош дебютировал 1 апреля во встрече 3-го тура против «Томи», выйдя на замену на 73-й минуте вместо Андрея Коновалова. Всего в Премьер-лиге футболист сыграл 22 матча, забив 3 гола. 20 сентября в матче 1/16 финала Кубка России Бакош сделал дубль, забив оба гола с пенальти в ворота брянского «Динамо».
В феврале 2007 он покинул «Шинник» и перешёл в «Ружомберок».
С июля 2009 по декабрь 2014 года Марек выступал за чешский клуб «Виктория» из города Пльзень. С ним он в сезоне 2009/10 стал обладателем Кубка страны, в сезоне 2010/11 стал чемпионом страны, а также завоевал Суперкубок. В розыгрыше Лиги чемпионов 2011/12 Бакош с 6 мячами стал лучшим бомбардиром квалификации.
В январе 2015 года перешёл в либерецкий «Слован», заключив с ним контракт на полтора года.

## Достижения
«Виктория» (Пльзень)
- Чемпион Чехии (3): 2010/11, 2012/13, 2017/18
- Обладатель Кубка Чехии: 2009/10
- Обладатель Суперкубка Чехии: 2011